# Chi Ursae Majoris

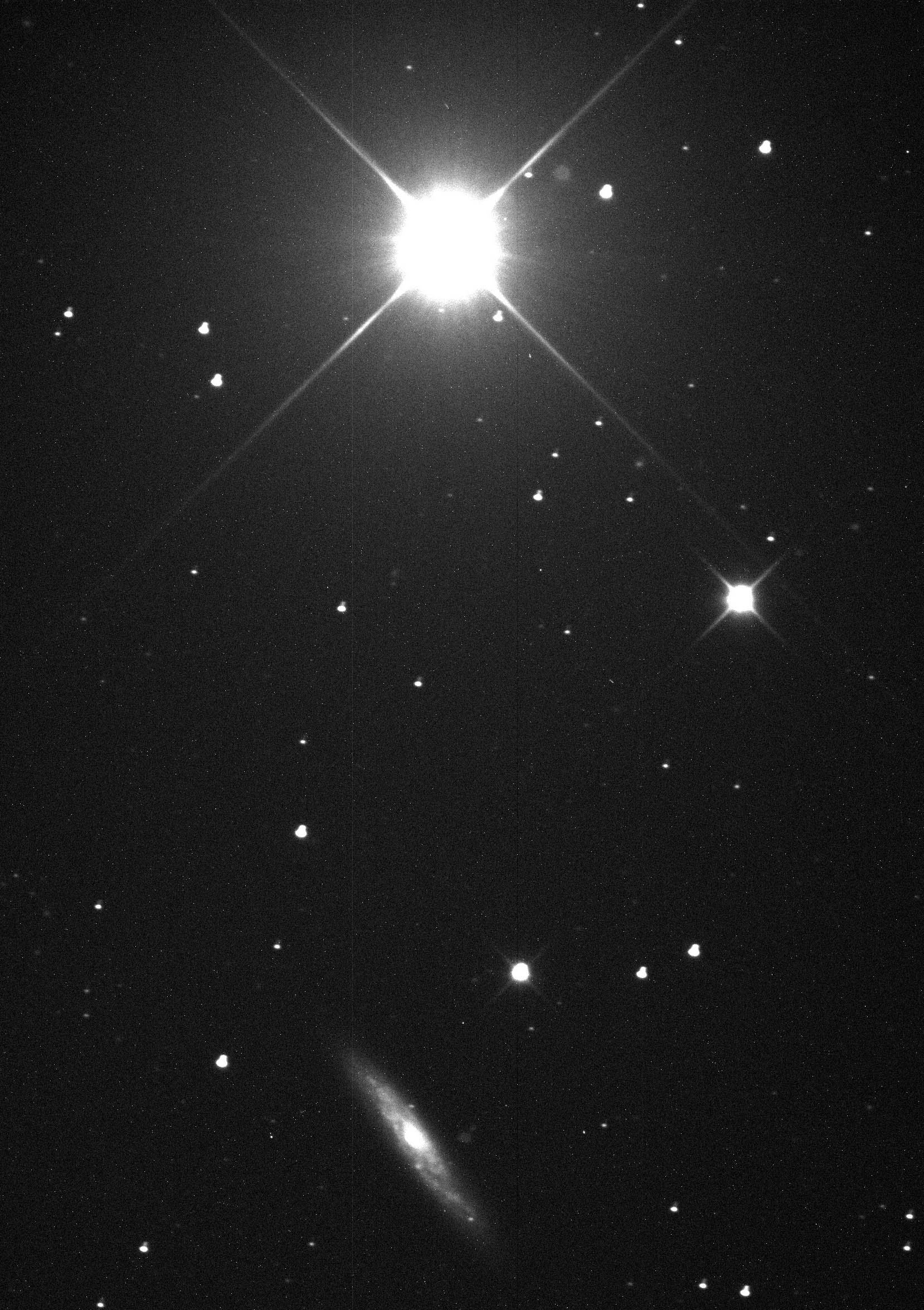
χ Ursae Majoris capturada junto com a galáxia espiral NGC 3877 (abaixo)

Chi Ursae Majoris (Alkafzah, Alkaphrah, El Koprah, 63 Ursae Majoris) é uma estrela na direção da constelação de Ursa Major. Possui uma ascensão reta de 11h 46m 03.13s e uma declinação de +47° 46′ 45.6″. Sua magnitude aparente é igual a 3.69. Considerando sua distância de 196 anos-luz em relação à Terra, sua magnitude absoluta é igual a −0.20. Pertence à classe espectral K0III.